# Quiévy
Quiévy là một xã ở trong tỉnh Nord ở miền bắc nước Pháp. Xã này có diện tích 6,86 km², dân số năm 1999 là 1731 người. Xã nằm ở khu vực có độ cao trung bình 100 mét trên mực nước biển.